# Leonard Nimoy
Leonard Simon Nimoy (Boston, 26 de março de 1931 – Los Angeles, 27 de fevereiro de 2015) foi um ator, autor, diretor de cinema, cantor, compositor, e fotógrafo estadunidense. Seu papel mais conhecido é como o Sr. Spock, das série de TV e nos filmes de Star Trek. Também atuou na série clássica Mission: Impossible, nas temporadas de 1969–1971 e fez um episódio da primeira temporada de Agente 86. Nimoy participou do episódio "O Gorila" da série Bonanza, dirigido por James P. Yarbrough, em 17 de dezembro de 1960. Dirigiu Jornada nas Estrelas: À Procura de Spock e Jornada nas Estrelas: A Volta para Casa.
Um de seus trabalhos menos conhecidos é a narração do jogo Civilization IV, de 2005.
Nimoy nasceu a 26 de março de 1931, no bairro de West End, em Boston, Massachusetts, filho de judeus imigrantes  de Iziaslav, na Ucrânia.
Nimoy era vegetariano, tinha dois filhos e era casado com a atriz Susan Bay. Nos ultímos anos se aposentou da carreira no cinema, para se dedicar à fotografia.
Nimoy atuou na série de TV da Fox, Fringe em que interpretou "William Bell".

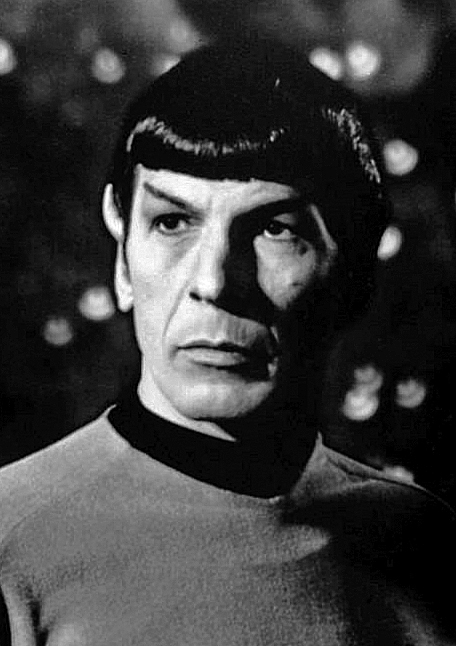
Leonard caracterizado como o personagem Spock.

Em 2011, dublou o filme Transformers: Dark of the Moon fazendo o autobot "Sentinel Prime", mentor e antecessor de "Optimus Prime". Em 1986, ele dublou "Galvatron" em The Transformers: The Movie.
O ator informou, no começo de 2014, que estava com uma doença pulmonar obstrutiva crônica (DPOC), ocasionada por anos do uso de tabaco. Em 27 de fevereiro de 2015, aos 83 anos, morreu por complicações dessa doença. Foi sepultado em Hillside Memorial Park, Culver City, Los Angeles, Califórnia nos Estados Unidos.

## Publicações
- I Am Not Spock (1975) - (Eu não sou Spock)
- Vincent: Based on the play "Van Gogh" by Phillip Stephens (1978)
- Star Trek: The Motion Picture (1979) (Contribuições não creditadas)
- Star Trek III: The Search for Spock (1984) (Contribuições não creditadas)
- Star Trek IV: The Voyage Home (1986)
- Star Trek VI: The Undiscovered Country (1991)
- I Am Spock (1995) - (Eu sou Spock)
- Shekhina Fotografia (2002) (ISBN 978-1-884167-16-4)[7]
- The Full Body Project (2008)

### Poesia
- You & I (1973) (ISBN 978-0-912310-26-8)[8]
- Will I Think of You? (1974) (ISBN 0912310701)
- We Are All Children Searching for Love: A Collection of Poems and Photographs (1977) (ISBN 978-0-88396-024-0)[9]
- Come be With Me (1978) (ISBN 978-0-88396-033-2)[10]
- These Words are for You (1981) (ISBN 978-0-88396-148-3)[11]
- Warmed by Love (1983) (ISBN 978-0-88396-200-8)[12]
- A Lifetime of Love: Poems on the Passages of Life (2002) (ISBN 978-0-88396-596-2)[13]